# Coffee Prince 1 hodzsom
A Coffee Prince 1 hodzsom (hangul: 커피프린스 1호점, Khophi phurinszu 1 hodzsom, RR: Keopi peurinseu 1 hojeom), angol címén The 1st Shop of Coffee Prince, 2007-ben bemutatott koreai romantikus vígjátéksorozat, melyet az MBC csatorna vetített Jun Unhje és Kong Ju főszereplésével. A népszerű sorozatból Thaiföldön és a Fülöp-szigeteken remake is készült. A sorozatot az MBC televízió első női producere, I Jundzsong rendezte.

## Történet
Ko Uncshan 24 éves, fiús alkatú lány, aki évek óta egyedül tartja el a családját, mióta édesapja meghalt. Édesanyja fölösleges holmikra szórja a nehezen megkeresett pénzt, húga pedig igazi bajkeverő. Uncshan bármilyen munkát elvállal, hajnalban tejet hord házhoz, ételfutárkodik és taekwondót oktat. Rövid haja, fiús járása, mélyebb hangja és beszédstílusa miatt gyakran fiúnak nézik. Ez történik akkor is, amikor véletlenül megismerkedik Cshö Hankjollal, egy csebolcég örökösével, aki léhűtő életmódot folytat. Hangjol ráveszi Uncshant, hogy legyen a tettetett szeretője, hogy meggyőzzék a férfi nagymamáját arról, hogy Hankjol homoszexuális. A férfi ezzel próbálja meg elkerülni, hogy vakrandizásra kényszerítse a családja. Amikor a gazdag nagymama megelégeli unokája csélcsap életmódját és rákényszeríti a férfit, hogy elvállalja egy lerobbant kávéház menedzselését, Hangjol felveszi Uncshant a kávézóba pincérnek. Mivel a lányt több állásából is kirúgják időközben, a pénzszűke miatt úgy dönt, nem fedi fel a férfi előtt, hogy valójában lány és elvállalja a munkát: Hangjol ugyanis csak jóképű férfiakat hajlandó alkalmazni a kávézóban, abban a reményben, hogy így több női vendéget lehet becsalogatni.
A közös munka során Hangjol és Uncshan egyre közelebb kerülnek egymáshoz, míg a férfi rádöbben, hogy beleszeretett a „fiúba”. Hangjol komoly lelki válságon megy keresztül, mire el tudja fogadni ezt, és közben többször is nagyon megbántja Uncshant, akit szintén gyötörnek egyre hevesebbé váló érzései és a bűntudat, hogy nem mondhatja el a férfinak az igazat, mert fél, hogy elvesztené a munkáját és így a családja megélhetését.

## Szereplők
- 고은찬 Ko Uncshan: Jun Unhje
- 최한결 Cshö Hangjol: Kong Ju
- 최한성 Cshö Hanszong: 이선균 I Szongjun
- 한유주 Han Judzsu: 채정안 Cshe Dzsongan
- Hong menedzser: 김창완 Kim Cshangvon
- Harim: 김동욱 Kim Donguk
- Szongi: 김재욱 Kim Dzseuk
- Minjop: 이언 I On

## Forgatás
A Coffee Prince kávéház egy valódi kávézó Szöul Hongde negyedében, melyet a forgatás kedvéért teljesen felújítottak. A kávéház azóta is üzemel, megtartva a sorozat egyes díszleteit.

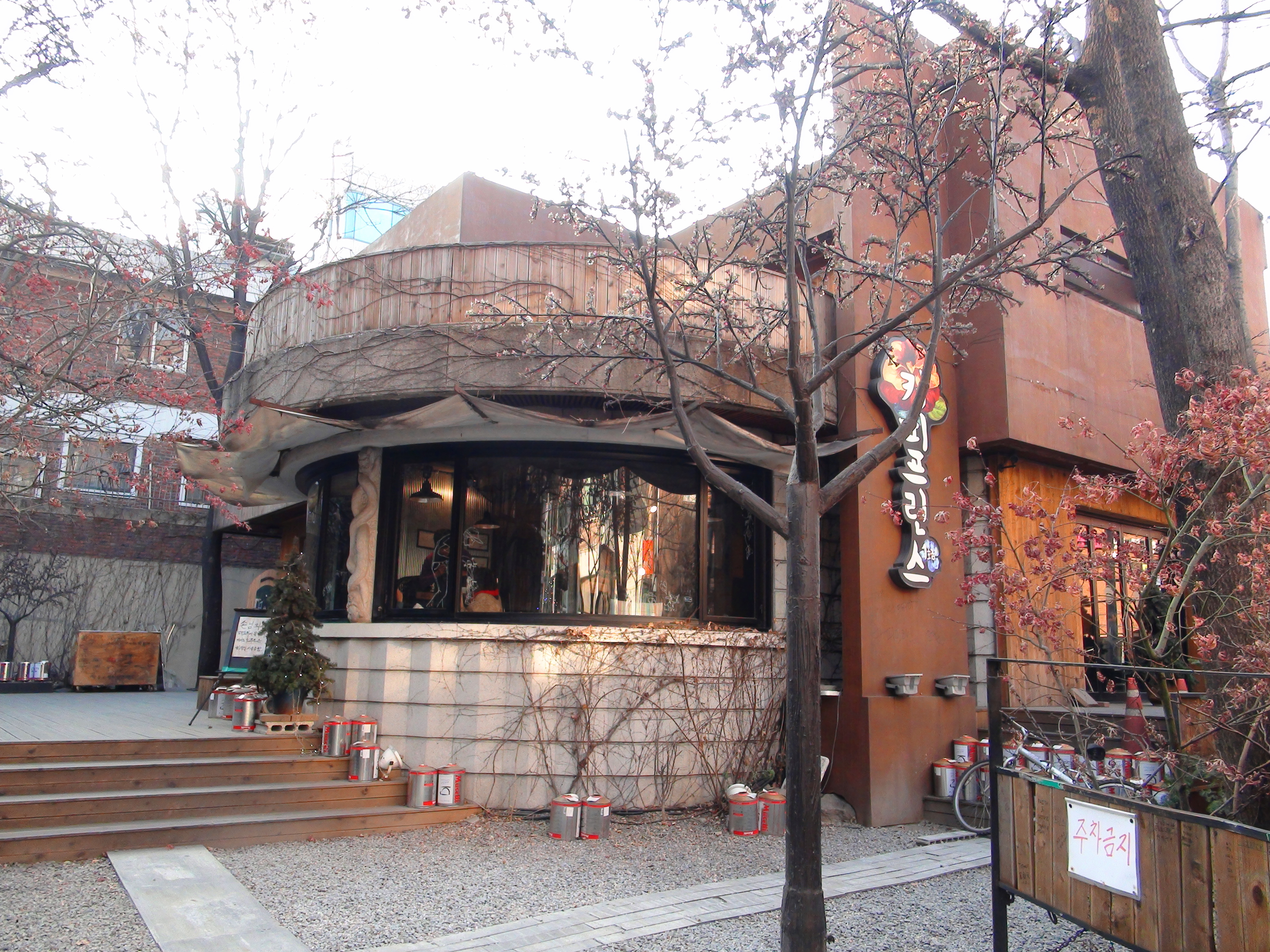
A Coffee Prince kávéház 2012-ben
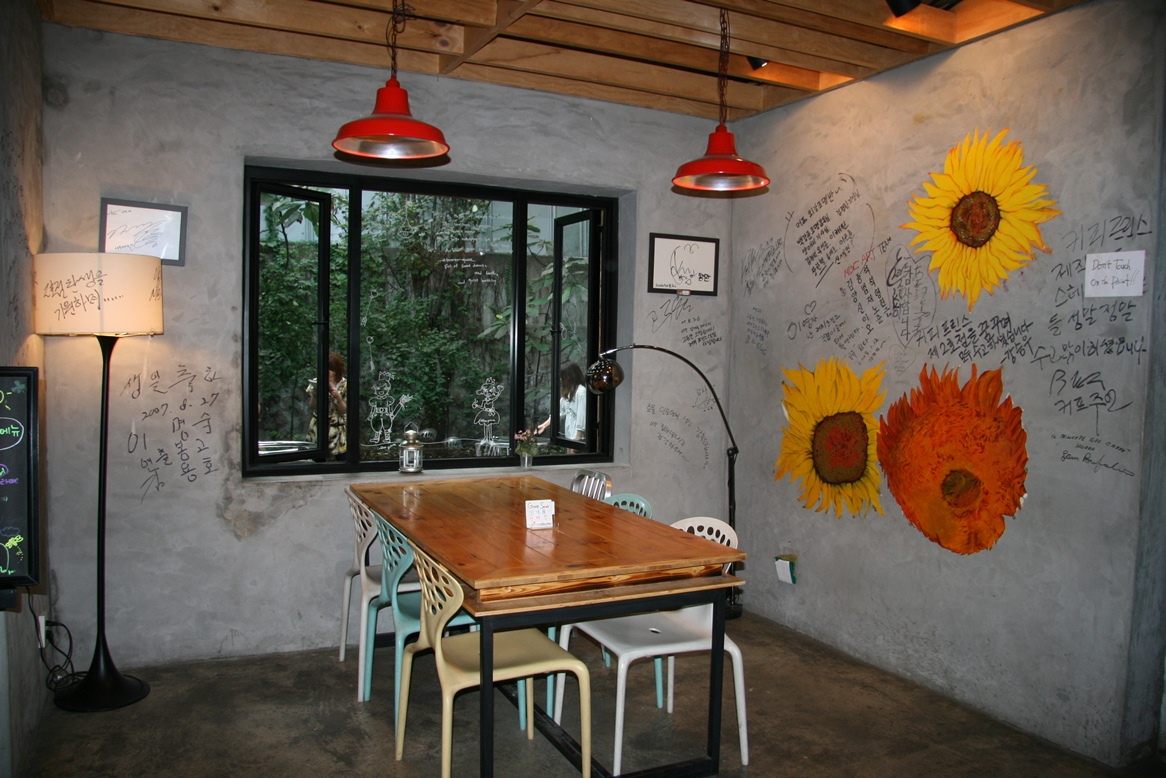
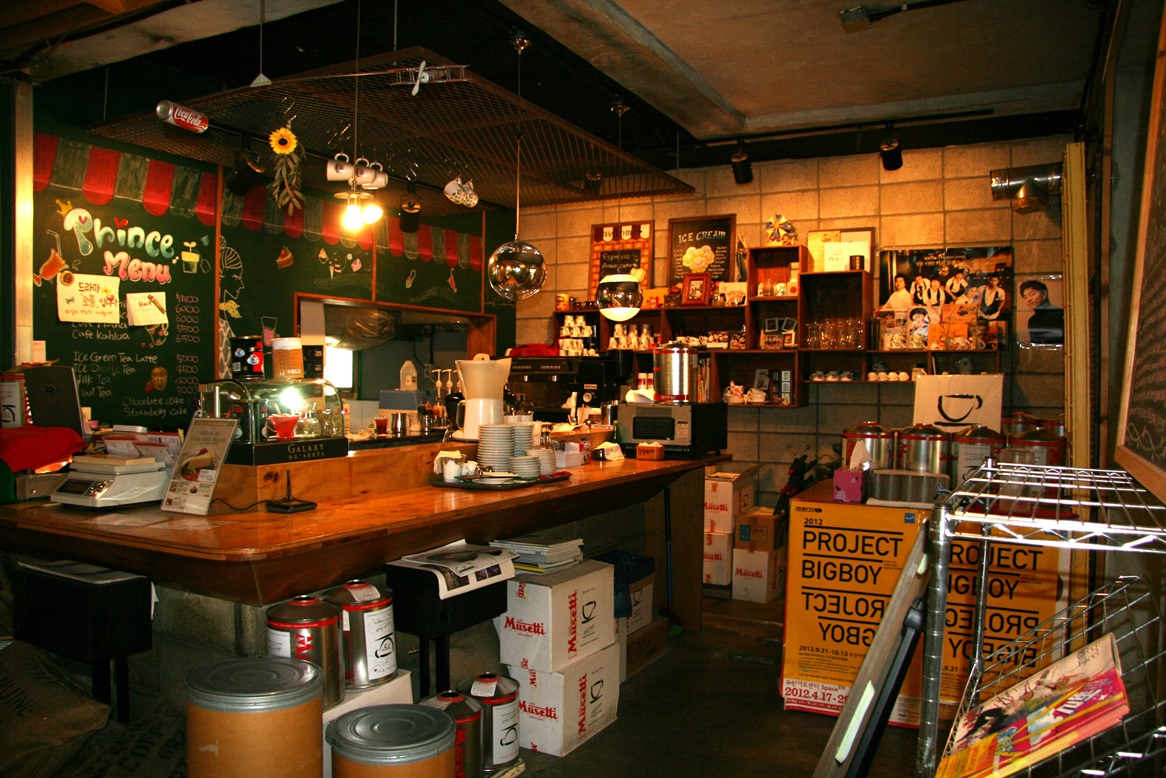